# Belgirate
Belgirate là một đô thị ở tỉnh Verbano-Cusio-Ossola trong vùng of Piedmont, có cự ly khoảng 110 km về phía đông bắc của Torino và khoảng 11 km về phía nam của Verbania. Tại thời điểm ngày 31 tháng 12 năm 2004, đô thị này có dân số 515 người và diện tích là 8,4 km².
Belgirate giáp các đô thị: Besozzo, Brebbia, Ispra, Leggiuno, Lesa, Monvalle, Stresa.